# Saint-Cyr-des-Gâts
Saint-Cyr-des-Gâts är en kommun i departementet Vendée i regionen Pays de la Loire i västra Frankrike. Kommunen ligger i kantonen L'Hermenault som tillhör arrondissementet Fontenay-le-Comte. År 2022 hade Saint-Cyr-des-Gâts 543 invånare.

## Befolkningsutveckling
Antalet invånare i kommunen Saint-Cyr-des-Gâts
| Referens: INSEE |